# Alice Pennefather

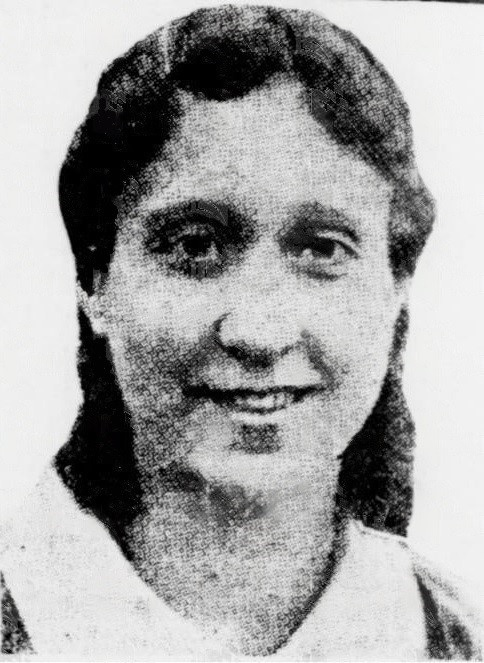
Alice Pennefather 1935

Alice Edith Wilhelmina Pennefather (* 16. Oktober 1903; † 24. Februar 1983, geborene Patterson) war eine Badmintonspielerin aus Singapur. 

## Karriere
Die hochgewachsene Pennefather, eurasischer Herkunft, dominierte die Frauendisziplinen im Badminton in der Föderation Malaya und in Singapur in den 1930er und 1940er Jahren. Sie gewann sechs nationale Titel im Einzel, im Doppel und im Mixed in Singapur und war auch in den Staaten der Föderation Malaya Penang, Perak und Selangor erfolgreich.
1937 siegte sie bei den erstmals ausgetragenen Malaysia Open sowohl im Dameneinzel als auch im Damendoppel mit Mrs. Chionh Hiok Chor. Das Finale im Einzel gewann sie dabei im Happy World Stadium von Singapur gegen Lee Chee Neo mit 6:11, 11:4 und 11:8. 1948 war sie bei der gleichen Veranstaltung im Damendoppel mit Helen Heng erneut erfolgreich.
1949 verlor sie bei den nationalen Titelkämpfen von Singapur das Endspiel im Damendoppel mit Mrs. Ong Heng Kwee gegen Helen Heng und Mary Sim. 
Pennefather war auch im Tennis, Hockey und Netball aktiv.

## Trivia
Ergebnislisten aus der aktiven Zeit von Pennefather weisen oft den Namen Mrs. L. M. Pennefather für sie aus, wo sie den Gepflogenheiten der damaligen Zeit entsprechend mit den Initialen ihres Ehemannes Lancelot Maurice gelistet wurde.